# Gagy
Gagy (románul Goagiu) falu Romániában Hargita megyében.
Közigazgatásilag Szentábrahámhoz tartozik.

## Fekvése
Székelykeresztúrtól 10 km-re északra a Gagy- és a Zongota-patakok völgyében fekszik.

## Nevének eredete
Nevét a rajta átfolyó azonos nevű patakról kapta. Ennek eredete a magyar Gagy személynév.

## Története
1566-ban Gagij néven említik. A hagyomány szerint tíz szabad székely alapította. Régi templomáról nincs adat, de 1666-ban unitárius anyaegyház volt. 1910-ben 650, túlnyomórészt magyar lakosa volt. A trianoni békeszerződésig Udvarhely vármegye Székelykeresztúri járásához tartozott.

## Látnivaló
- Mai unitárius temploma 1881 és 1901 között, református temploma 1924-ben épült.
- Gagyi Unitárius Egyházközség
- Gagyi Unitárius Egyházközség

## Híres emberek
- Abrudbányán született és Gagyban halt meg 1856-ban Szabó Sámuel műfordító, a székelykeresztúri gimnázium első igazgatója.

## Képek

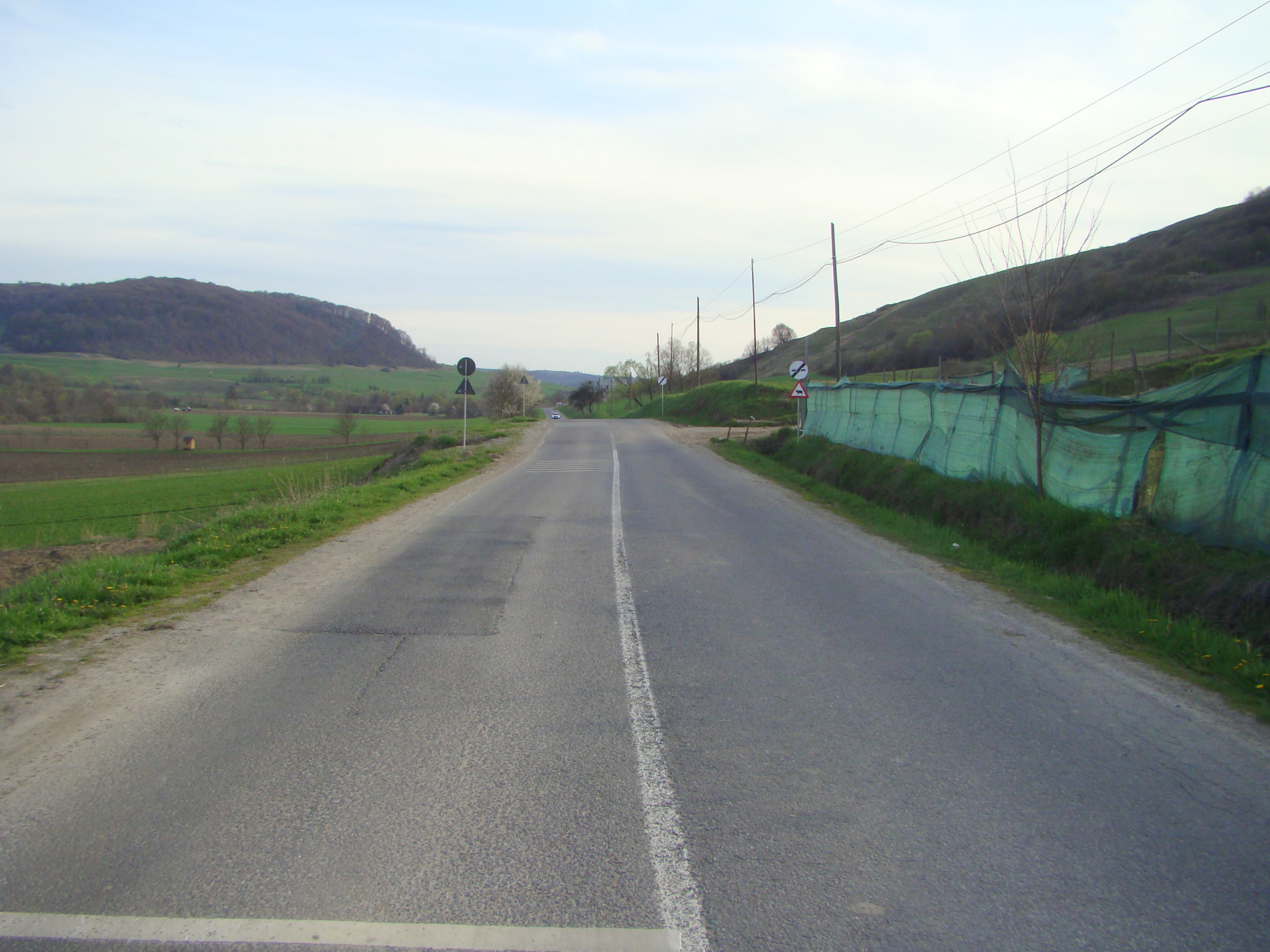
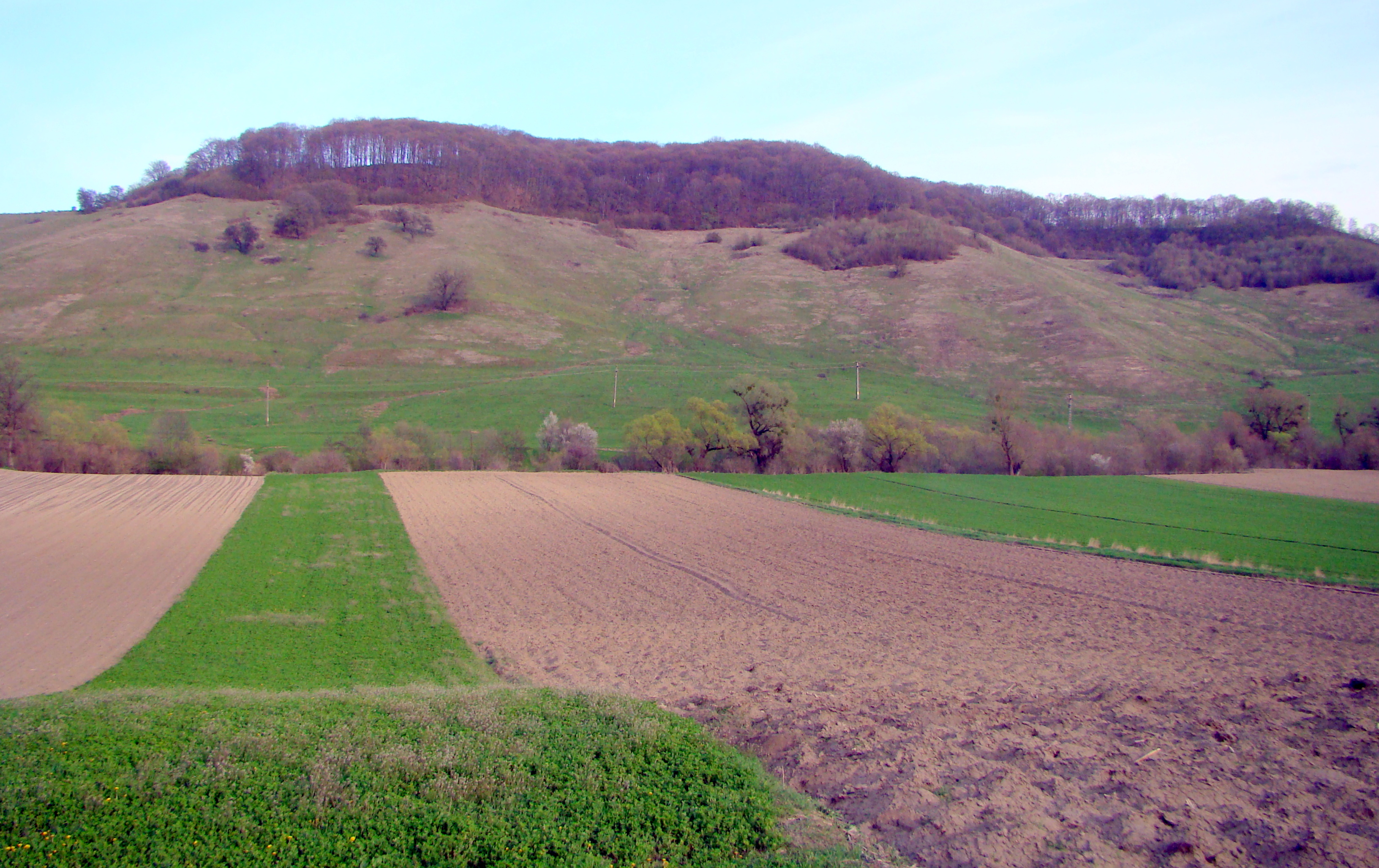
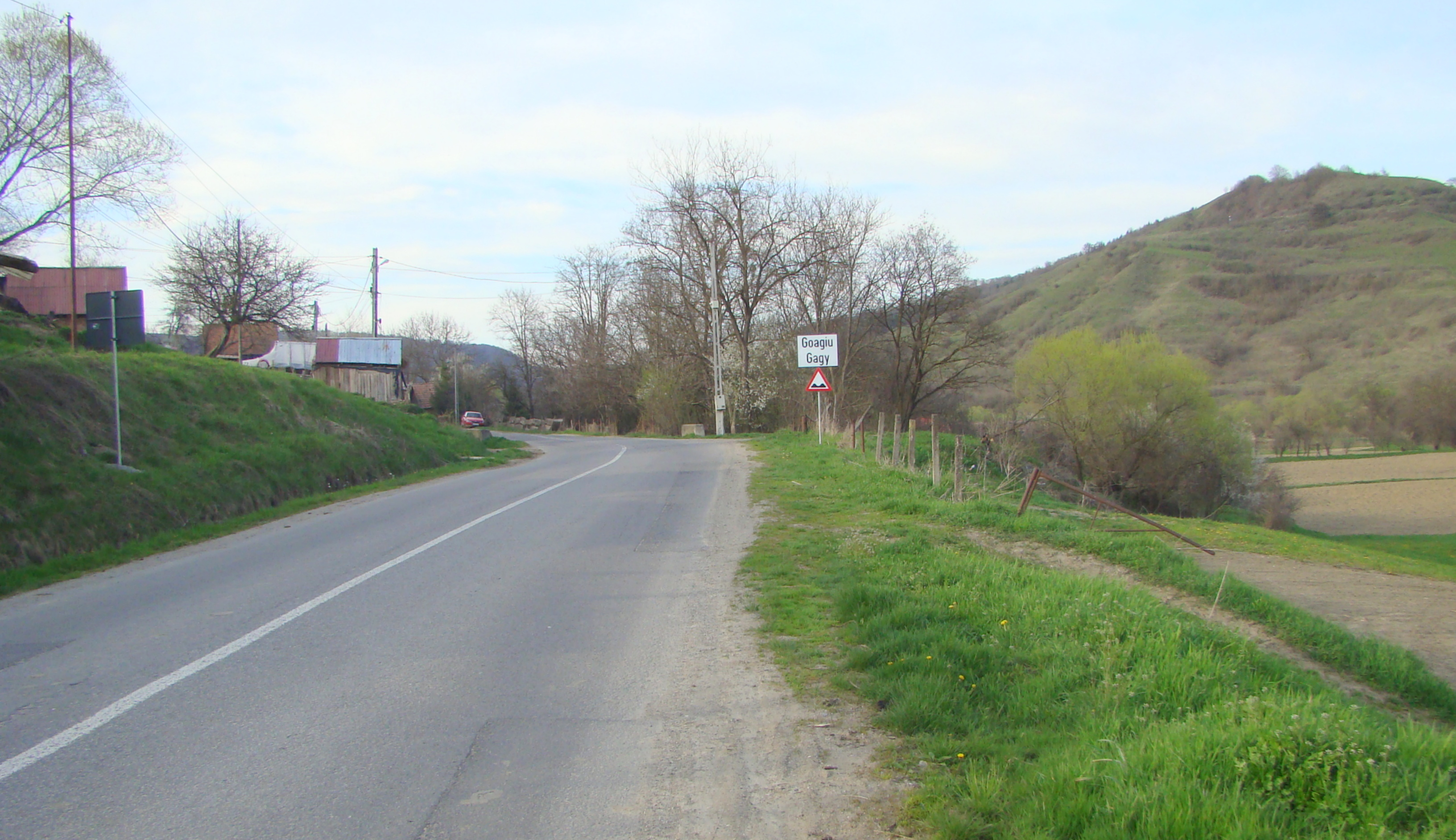
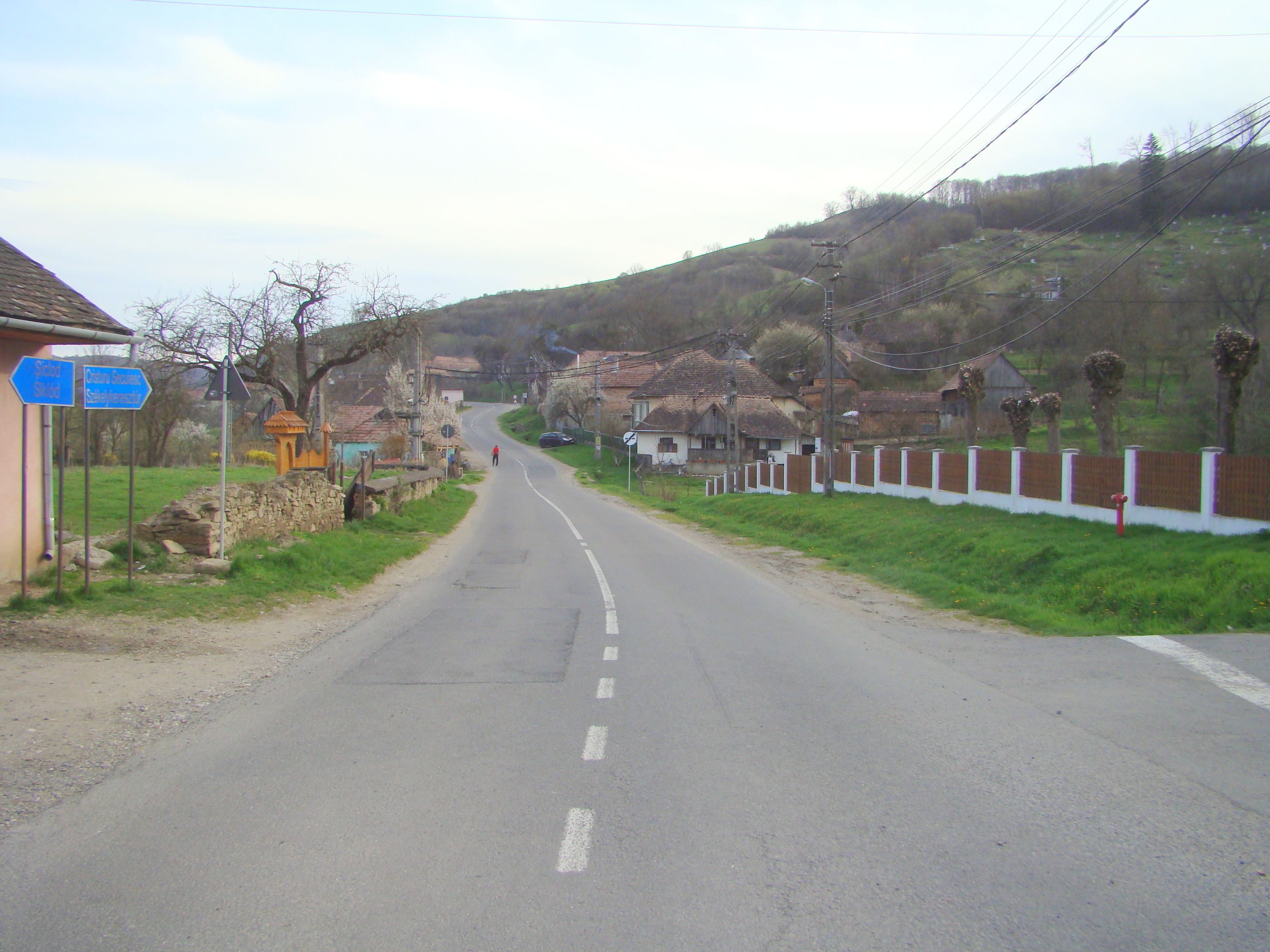
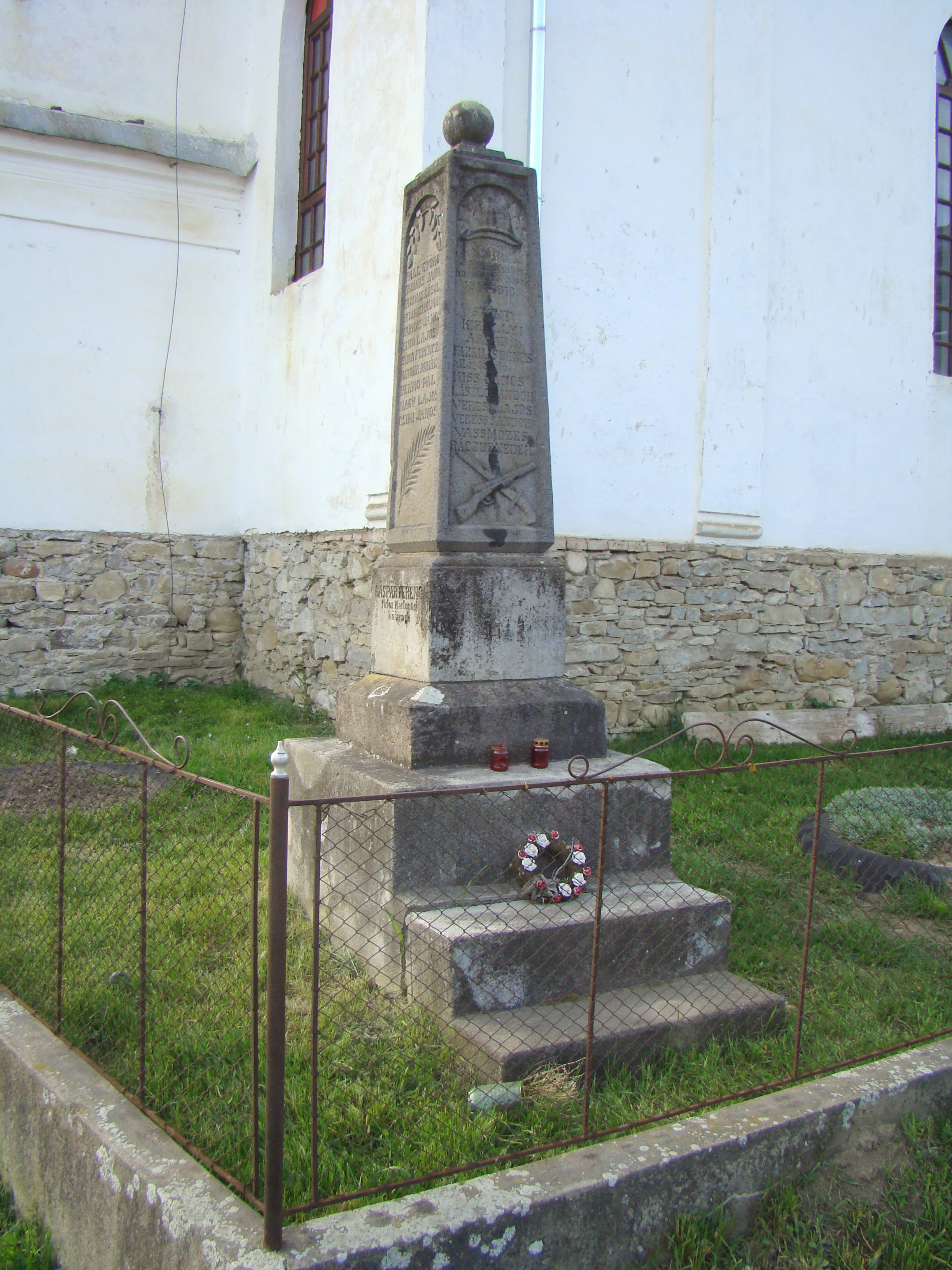
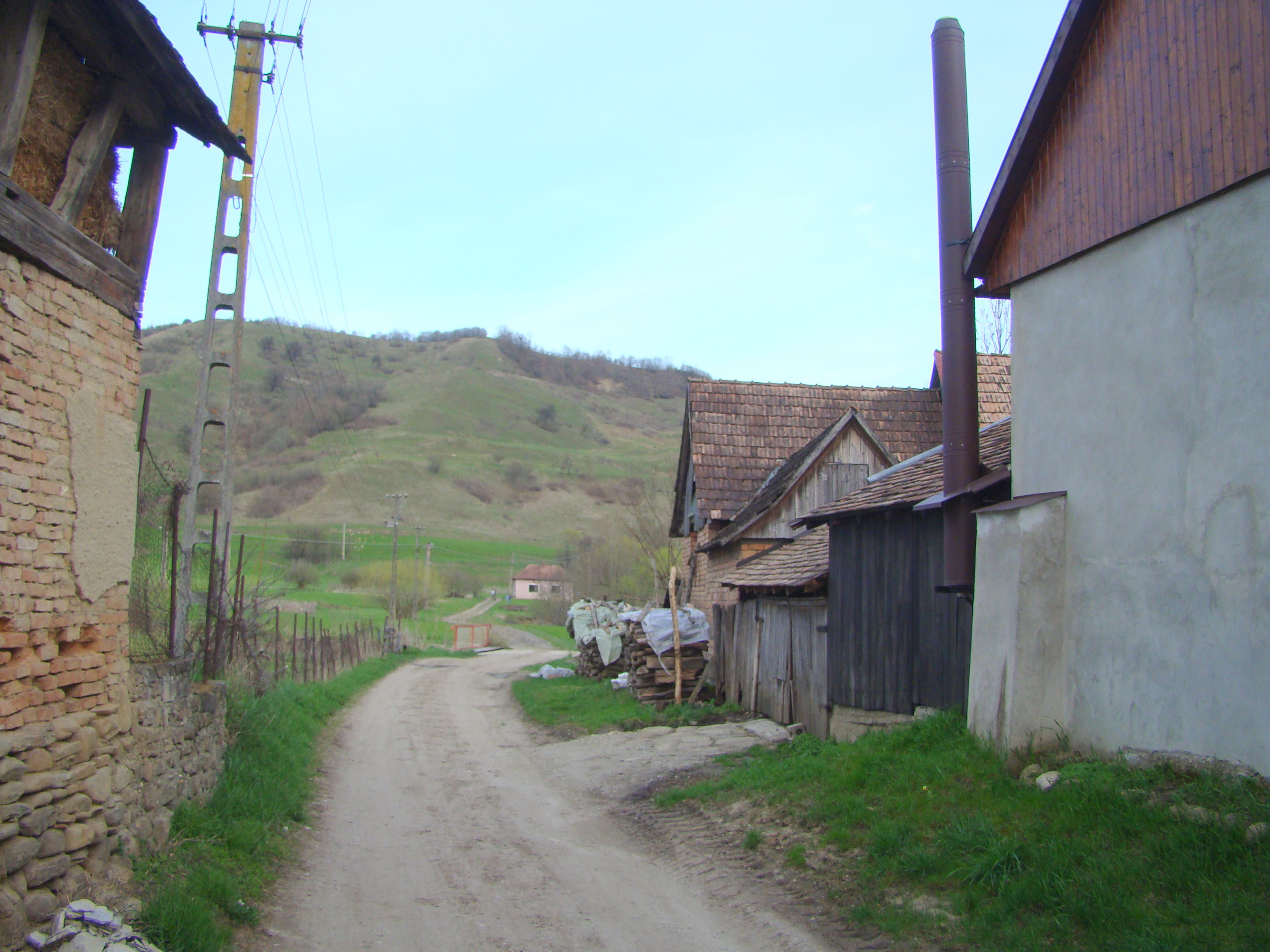
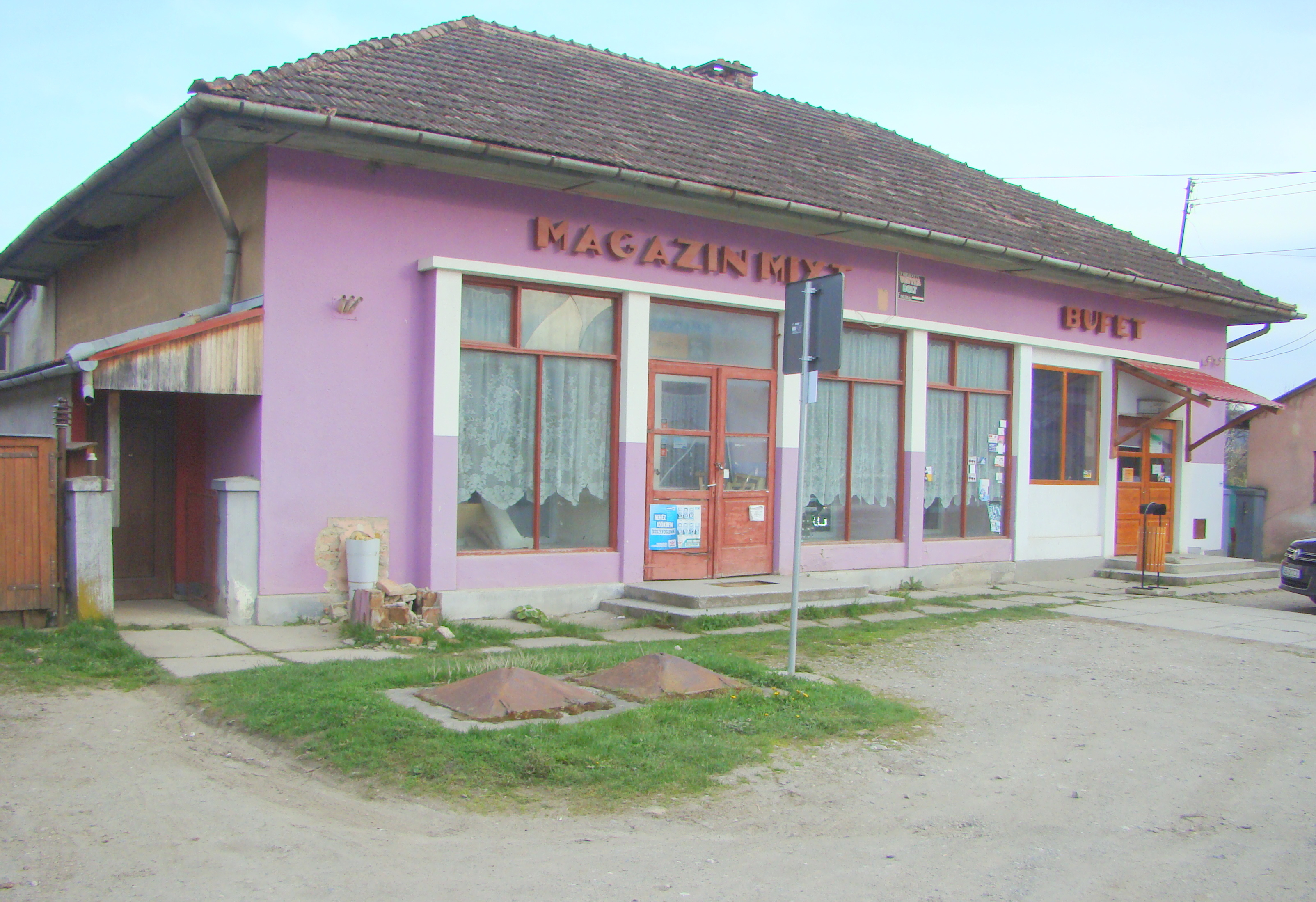
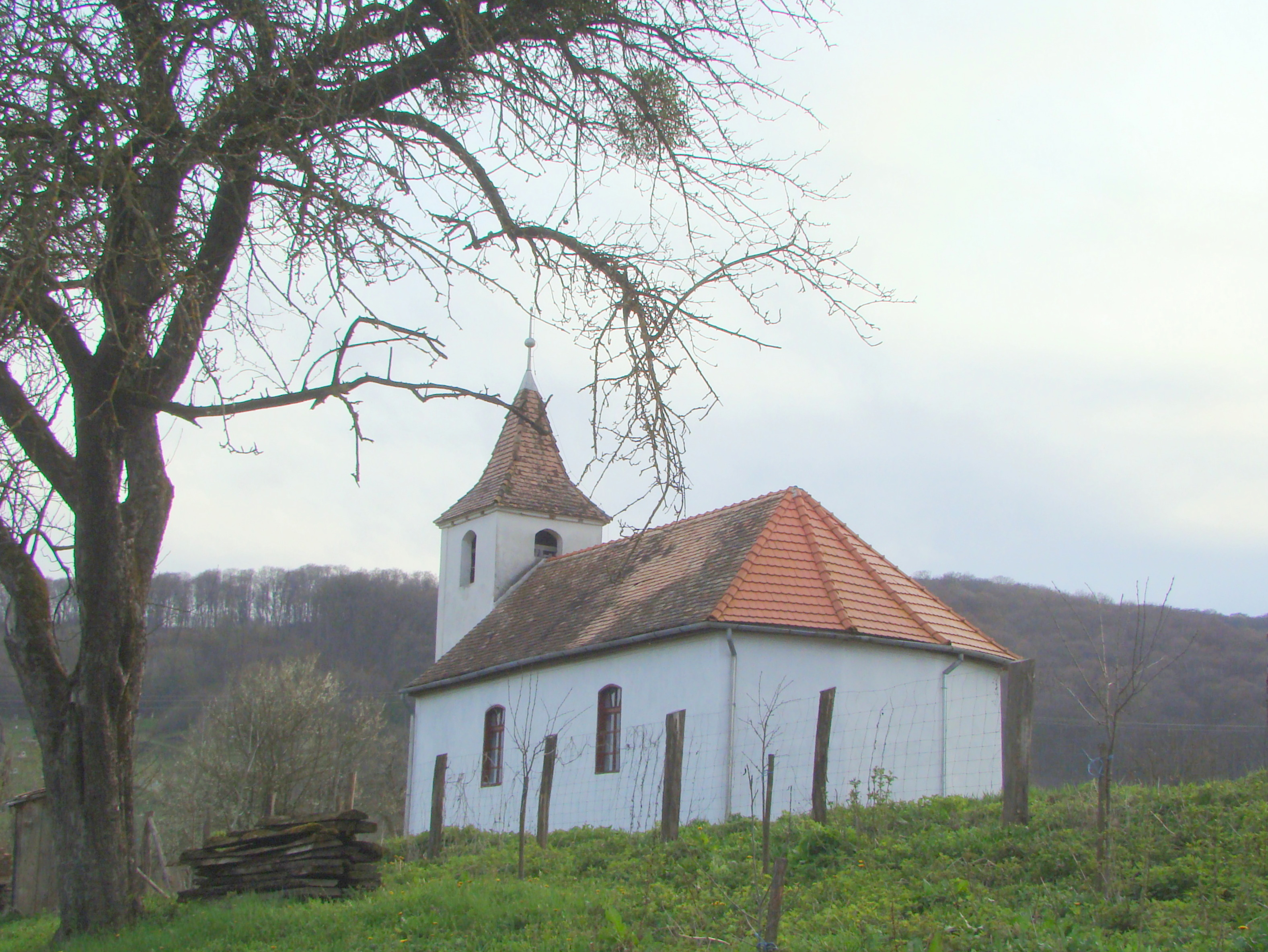
A református templom
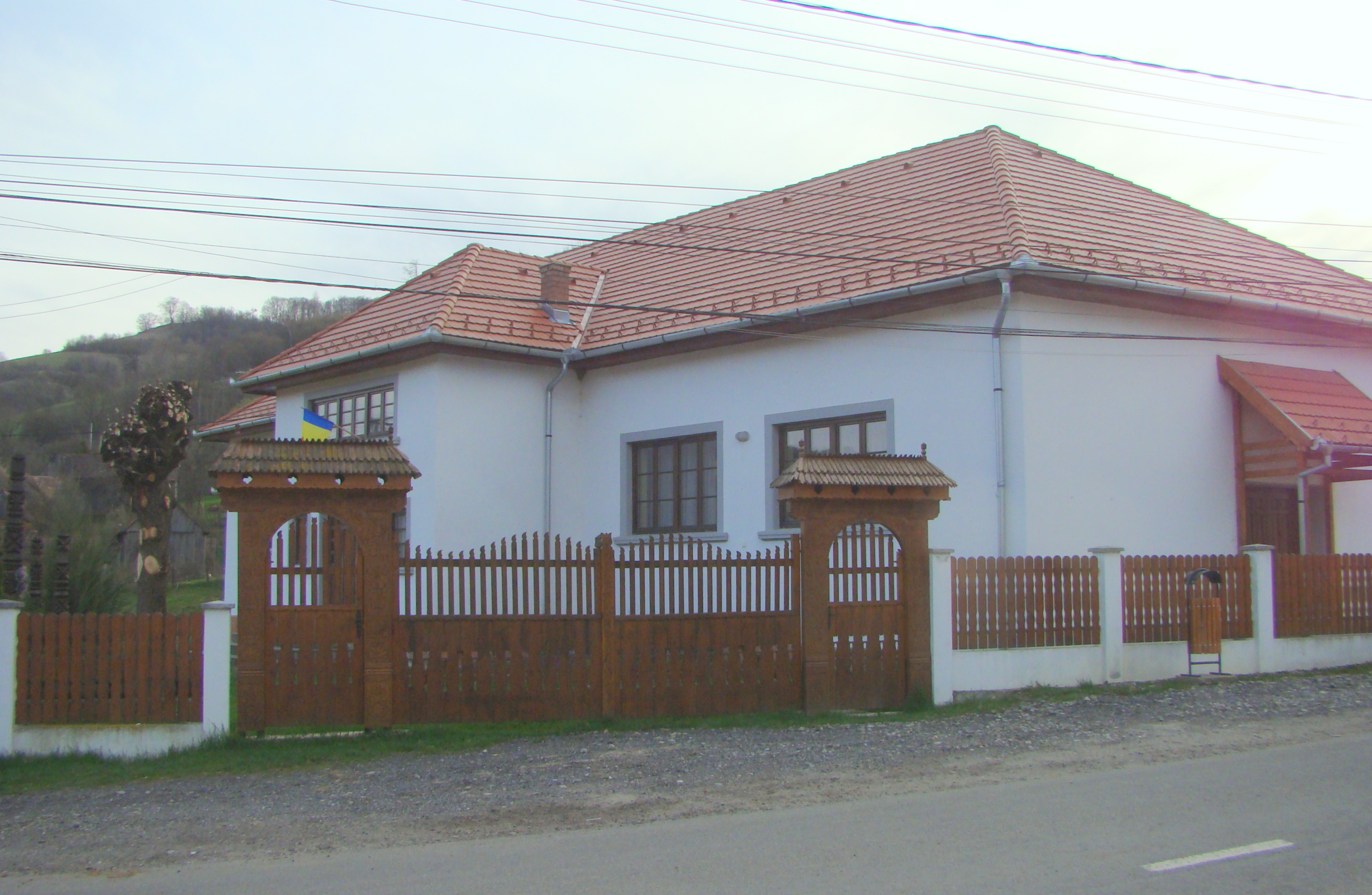
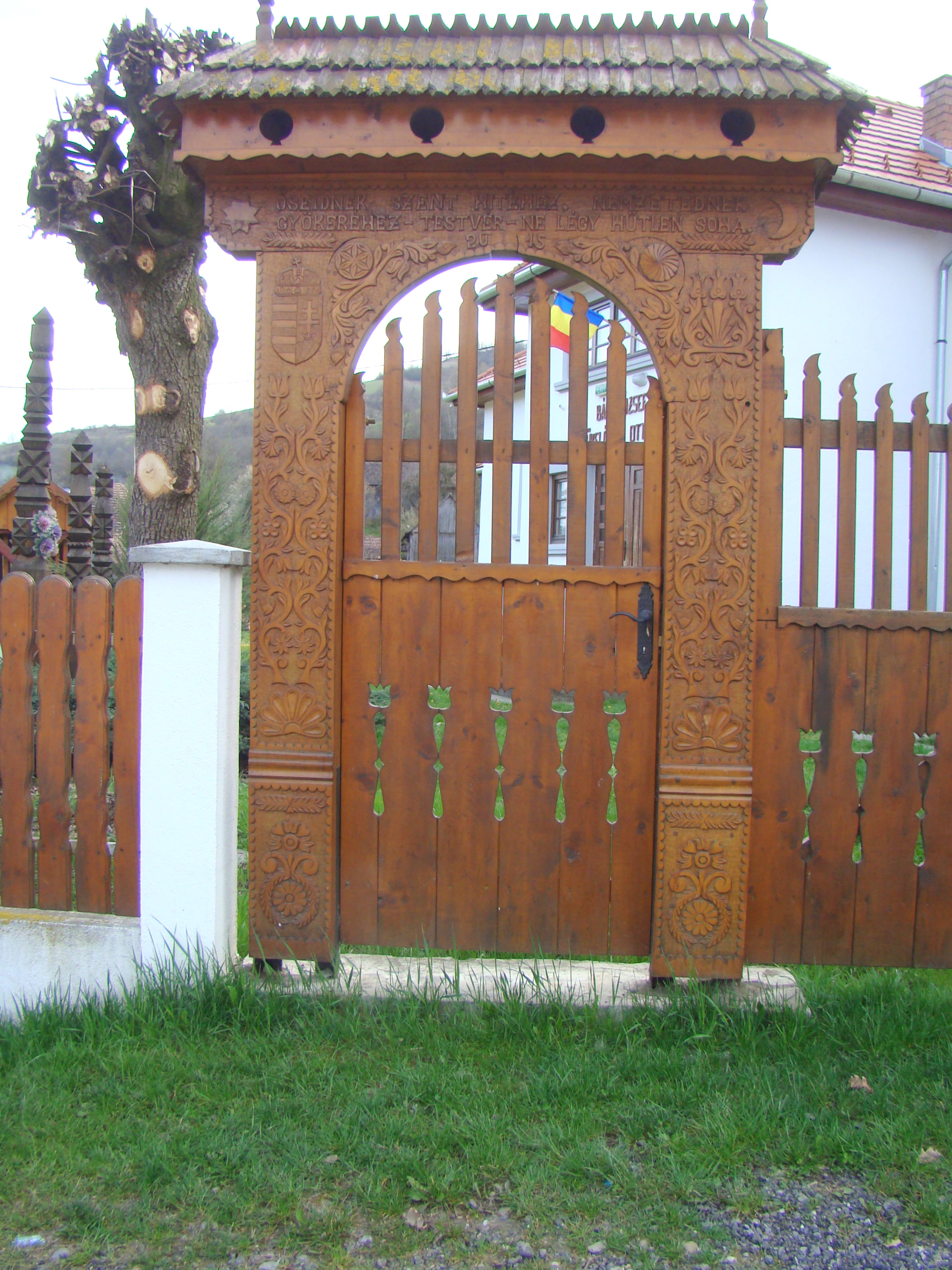
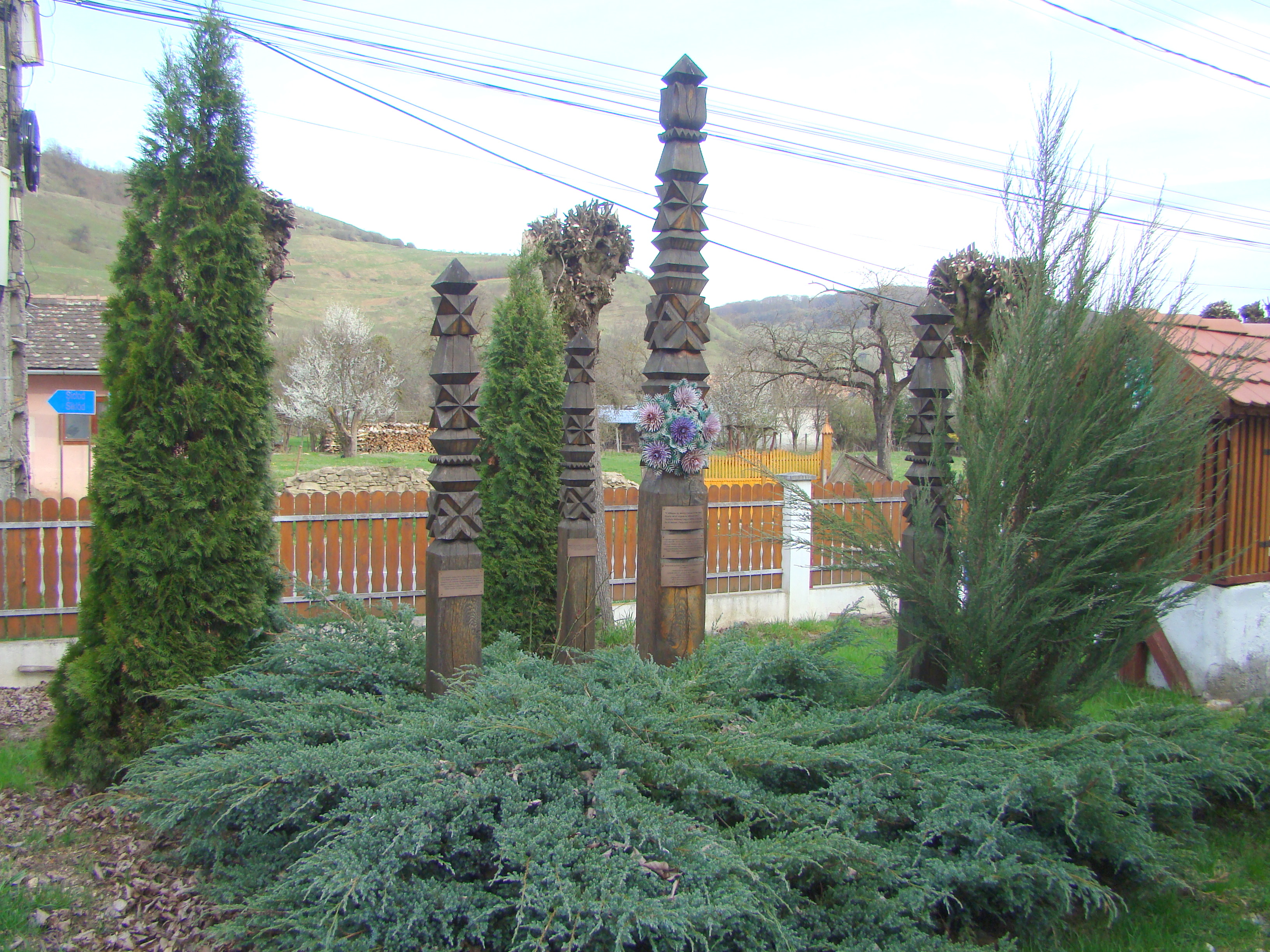
Kopjafa
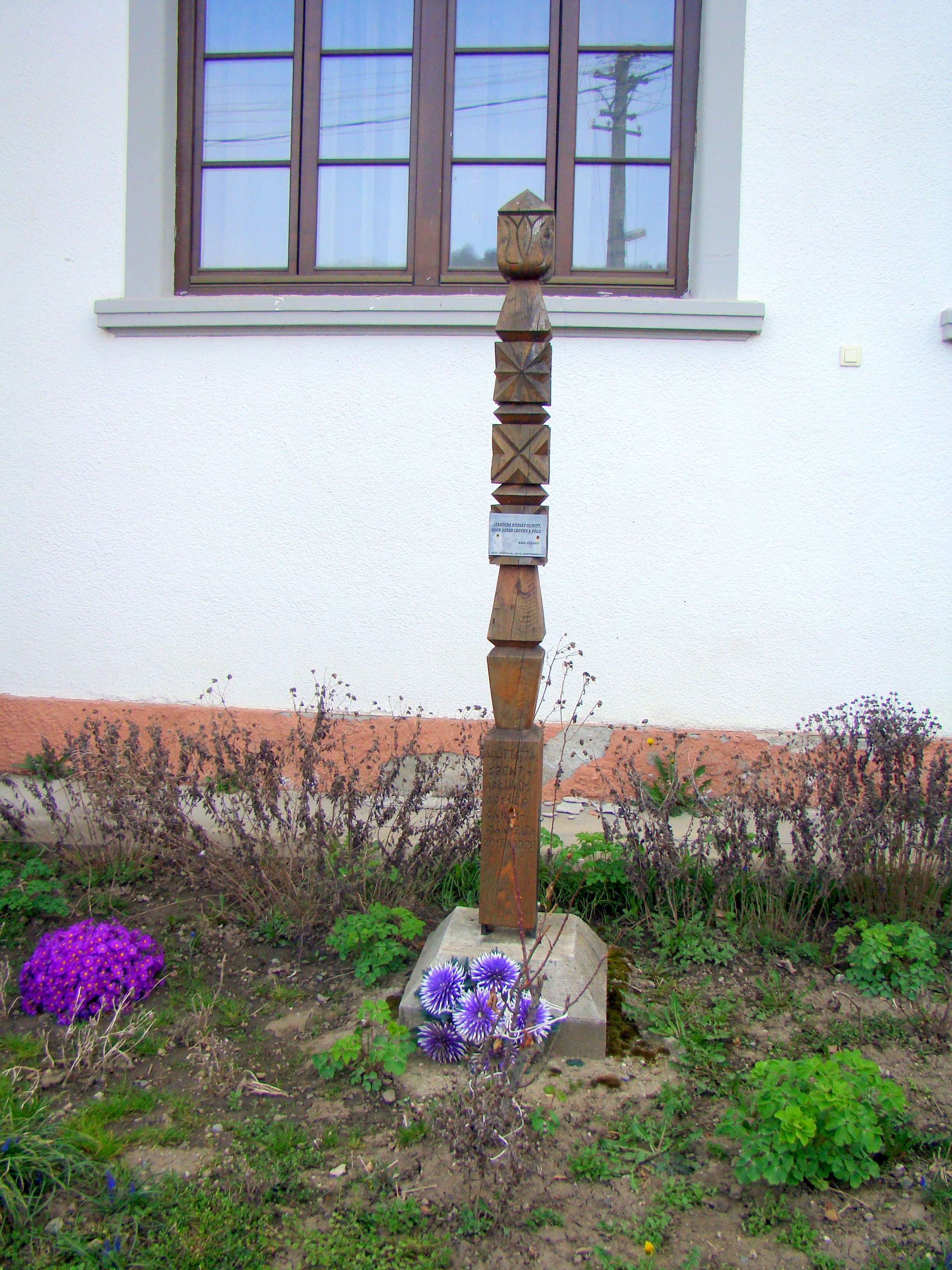
Kopjafa
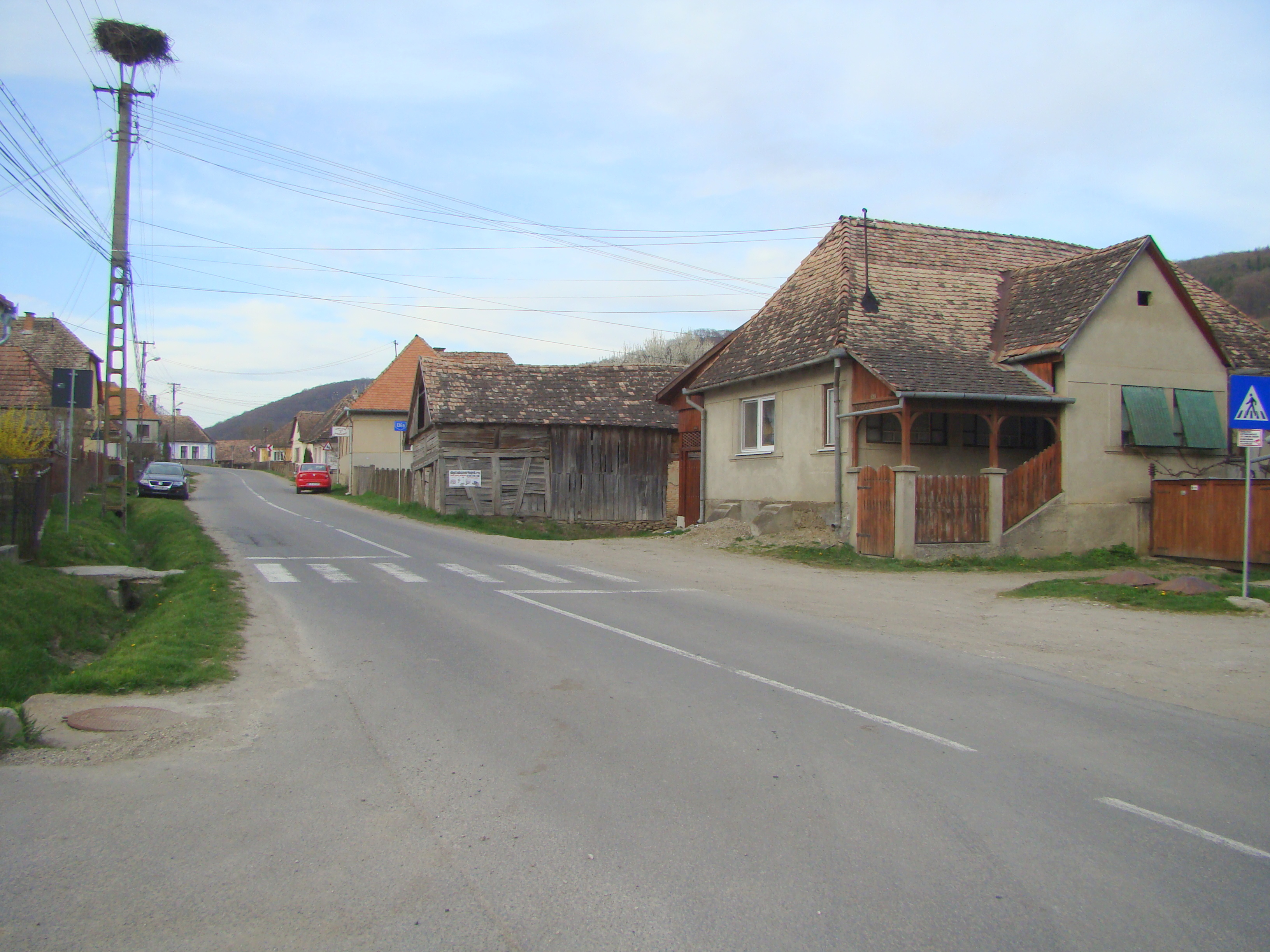
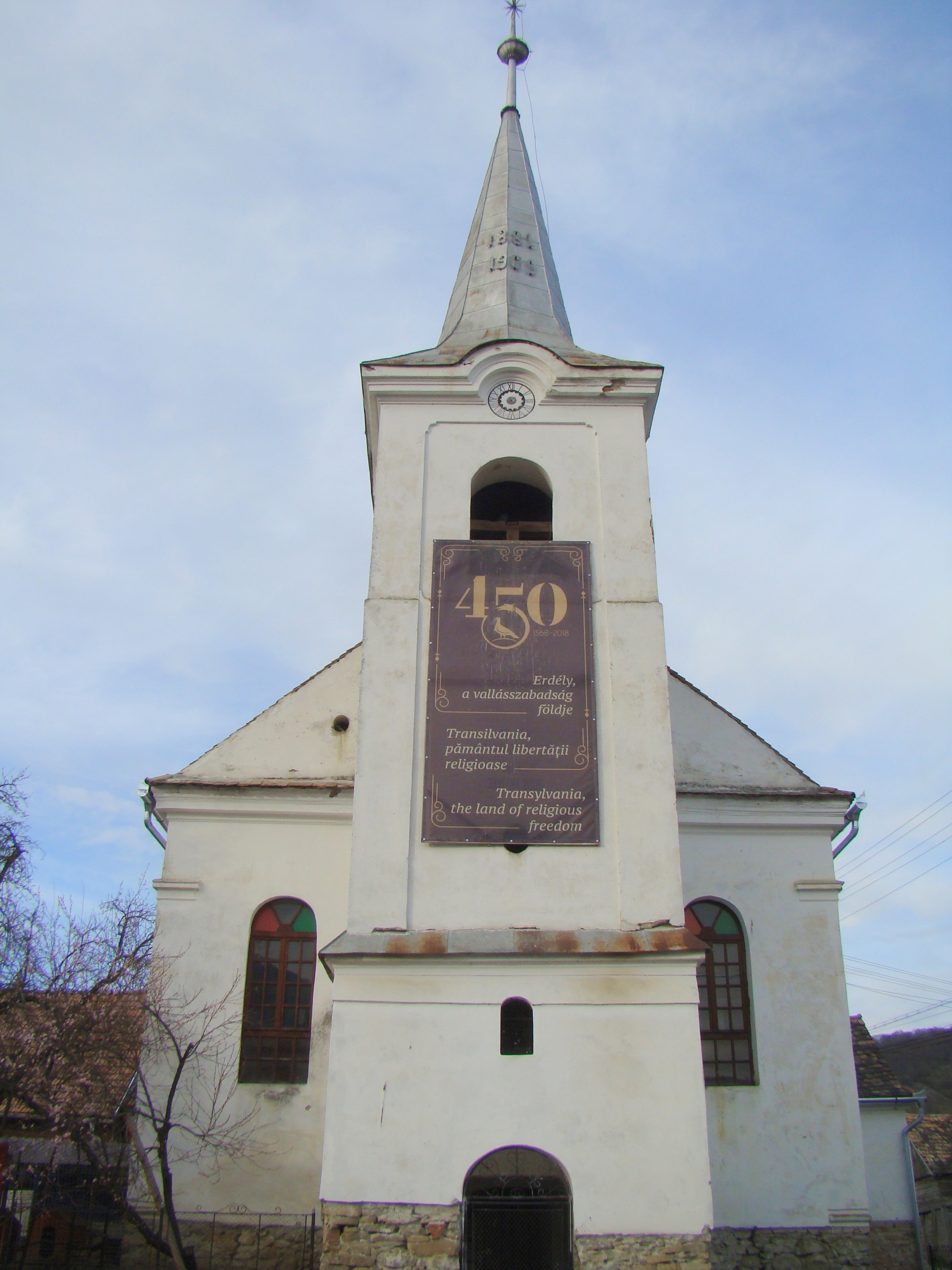
Az unitárius templom